# 奥尔日河畔埃皮奈
奧爾日河畔埃皮奈（法語：Épinay-sur-Orge，法語發音：[epinɛ syʁ ɔʁʒ] ⓘ）是法国法蘭西島大區埃松省的一个市镇，属于帕莱索区。

## 地理
奥尔日河畔埃皮奈（48°40'26"N, 2°19'38"E）面积4.44 平方千米，位于法国法蘭西島大區埃松省，该省份为法国北部内陆省份，北起上塞纳省和马恩河谷省，西接厄尔-卢瓦省和伊夫林省，南至卢瓦雷省，东临塞纳-马恩省。
与奥尔日河畔埃皮奈接壤的市镇（或旧市镇、城区）包括：隆瑞莫、巴兰维利耶、聖熱訥維耶沃-德布瓦、奥尔日河畔萨维尼、奥尔日河畔维勒穆瓦松、奥尔日河畔维利耶。

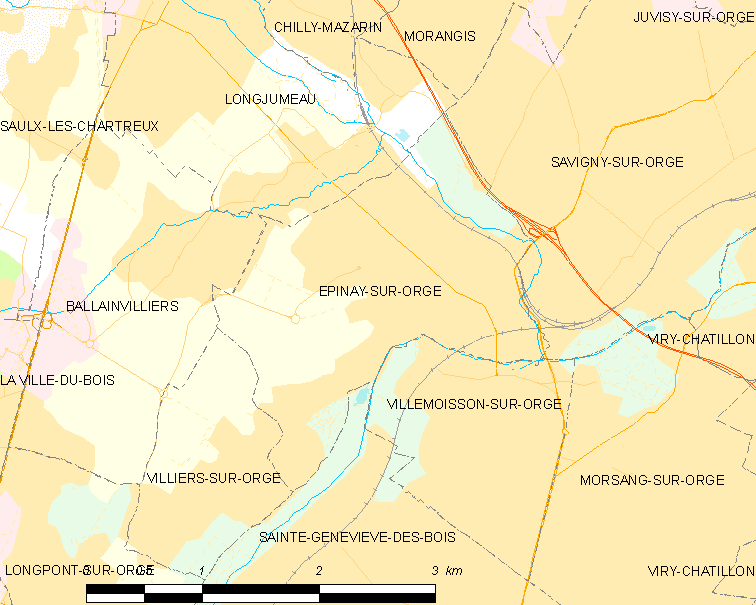
奥尔日河畔埃皮奈的OSM定位图

奥尔日河畔埃皮奈的时区为UTC+01:00、UTC+02:00（夏令时）。

## 行政
奥尔日河畔埃皮奈的邮政编码为91360，INSEE市镇编码为91216。

## 政治
奥尔日河畔埃皮奈所属的省级选区为隆瑞莫县。

## 人口

1962-2008年间奥尔日河畔埃皮奈人口变化图示

奥尔日河畔埃皮奈于2022年1月1日时的人口数量为10626人。